# Замерберг
Замерберг (нім. Samerberg) — громада в Німеччині, розташована в землі Баварія. Підпорядковується адміністративному округу Верхня Баварія. Входить до складу району Розенгайм.
Площа — 33,39 км2. Населення становить 2839 ос. (станом на 31 грудня 2020).